# 新营街道
新营街道，是中华人民共和国江西省上饶市德兴市下辖的一个乡镇级行政单位。

## 行政区划
新营街道下辖以下地区：
红山社区、女儿田社区、吴园社区、银鹿社区、新营一村社区、新营二村社区和新营三村社区。